# Babuyaneilanden

De locatie van de provincie Cagayan in de Filipijnen

De Babuyaneilanden is een aantal eilanden in de Filipijnse provincie Cagayan ten noorden van het eiland Luzon. De vijf grootste eilanden zijn Babuyan, Calayan, Camiguin, Dalupiri en Fuga.

## Geografie

### Bestuurlijke indeling
De Babuyaneilanden maken deel uit van de provincie Cagayan en de eilanden liggen binnen de grenzen van twee gemeenten.
In de gemeente Calayan liggen de eilanden Babuyan, Calayan, Camiguin en Dalupiri en het eiland Fuga maakt deel uit van de gemeente Aparri.

### Topografie
De Babuyaneilanden liggen op zo'n 20 tot 120 kilometer afstand van het noorden van Luzon in de Straat Luzon. De eilanden worden van Luzon gescheiden door het Babuyankanaal en van de noordelijker gelegen Bataneilanden door het Balintangkanaal.

### Landschap
Het landschap van de eilanden varieert van plat tot bergachtig met steile hellingen. De eilanden worden omringd door koraalrif. Op de eilanden zijn drie vulkanen te vinden: Mount Didicas voor de kust van Camiguin, die met haar symmetrische clindrische kegel vorm zo'n 215 meter boven zeeniveau uitsteekt, de 840 meter hoge Mount Pangasun op Babuyan en Mount Kagua op Gonzaga in het noordoosten.